# Teknikuri Uniwersiteti
Teknikuri Uniwersiteti (georgisch ტექნიკური უნივერსიტეტი „Technische Universität“) ist eine Station der Metro Tiflis. Sie wird von der Saburtalo-Linie genutzt.
Teknikuri Uniwersiteti wurde 1979 als Politeknikuri Instituti eröffnet, die Station wurde jedoch meist nur Politeknikuri genannt. Die Station wurde von den Architekten G. Modsmanischwili und D. Iosseliani erbaut. Die Station verfügt über einen Eingang. Die Station wurde nach der nahegelegenen Technischen Universität benannt. Seit 2011 heißt sie Teknikuri Uniwersiteti. Infolge des Baus einer dritten U-Bahn-Linie soll ein Umsteigepunkt zwischen der Saburtalo-Linie und der dritten Linie an Teknikuri Uniwersiteti bestehen. Die Station liegt zwischen Zereteli und Samedizino Uniwersiteti.